# Quasipaa acanthophora
Espèce
Quasipaa acanthophora est une espèce d'amphibiens de la famille des Dicroglossidae.

## Répartition
Cette espèce est endémique de la province de Lạng Sơn dans le nord du Viêt Nam.

## Description
Les mâles mesurent de 79 à 101,7 mm et la femelle 81,0 mm.

## Publication originale
- Dubois & Ohler, 2009 : A new species of the genus Quasipaa (Anura, Ranidae, Dicroglossinae) from northern Vietnam. Alytes, Paris, vol. 27, no 2, p. 49-61 (texte intégral).